# Полуостров Хметевского
Полуостров Хметевского — полуостров на северном побережье Охотского моря (на западе Магаданской области). Является юго-западной границей Тауйской губы. Омывается водами Мотыклейского залива на севере и залива Шельтинга на западе. Берега скалистые. В южной части полуострова находятся бухта Шестакова и мыс Шестакова. Проливом Лихачёва отделён от острова Спафарьева.
Остров открыт М. В. Стадухиным в 1651 году. Назван в честь мореплавателя Василия Хметевского.
На полуострове имеется выход термальных вод.